# Pseudotyrannochthonius gigas
Espèce
Pseudotyrannochthonius gigas est une espèce de pseudoscorpions de la famille des Pseudotyrannochthoniidae.

## Distribution
Cette espèce est endémique du Victoria en Australie.

## Description
La femelle holotype mesure 3 mm.

## Publication originale
- Beier, 1969 : Neue Pseudoskorpione aus Australien. Annalen des Naturhistorischen Museums in Wien, vol. 73, p. 171-187 (texte intégral).